# Тонеґава Сусуму
Тонеґа́ва Сусу́му (яп. 利根川進; нар. 6 вересня 1939) — японський молекулярний біолог, лауреат Нобелівської премії з фізіології і медицини 1987 року «За відкриття генетичного принципу утворення різноманітності антитіл». В останній час переключився на дослідження клітинних механізмів утворення пам'яті. Професор Массачусетського технологічного інституту.

## Біографія
Судзумі Тонегава народився 6 вересня 1939 року в місті Наґоя (Японія). Закінчив престижну школу в Токіо (Вища школа Хібії), потім у 1963 році Університет Кіото (Кіото). Захистив дисертацію в Університеті Каліфорнії в Сан-Дієго і працював в Інституті Салко (Сан-Дієго) в лабораторії Нобелівського лауреата 1975 року Ренато Дульбекко. Потім почав імунологічні дослідження в Базельському інституті імунології (Базель), де провів свої експерименти, які привели до відкриття. У 1981 році став професором Массачусетського технологічного інституту, де заснував Інститут навчання і пам'яті імені Піковера.

## Науковий внесок
Тонегава найбільш відомий відкриттям генетичного механізму в адаптації імунної системи. Для захисту організму від величезної кількості можливих антигенів імунна система здатна виробляти мільйони різних антитіл. Якби кожне антитіло кодувати одним геном, то були потрібні б мільйони генів. Тонегава вирішив цей парадокс. В експериментах, які він почав в 1976 році, Тонегава показав, що генетичний матеріал здатний тасуватися таким чином, що може утворитися величезний набір можливих антитіл. Порівнюючи ДНК B-лімфоцитів (лімфоцити, що синтезують антитіла) з мишачих ембріонів і з дорослих мишей, він виявив, що гени в B-лімфоцитах дорослої тварини переміщуються, рекомбінуються і вирізуються, що призводить до величезного розмаїття варіабельних ділянок антитіл (ділянка, що специфічно розпізнає і зв'язує чужорідний білок). Це й призводить до того, що імунна система здатна знайти необхідний варіант антитіла, який буде пов'язувати антиген, і почати його синтез в кількостях, необхідних для придушення інфекції, що потрапила в організм.